# Katharina Blum elvesztett tisztessége (regény)
Katharina Blum elvesztett tisztessége vagy Miből lehet erőszak, és mit tehet velünk (németül: Die verlorene Ehre der Katharina Blum oder: Wie Gewalt entstehen und wohin sie führen kann) Heinrich Böll 1974-ben megjelent regénye. Főszereplője Katharina Blum, foglalkozását tekintve házvezetőnő, „aki amolyan Kohlhaas Mihályként maga szerzi vissza elorzott tisztességét.”

## Keletkezése
1968-ban, amikor egy jobboldali merénylő lelőtte Rudi Dutschke diákvezért, a baloldaliak a Springer-konszern lapjait tartották a felbujtónak. A Bildnek ekkoriban rossz híre volt, és ez az irodalomban is éreztette a hatását. Az író szándéka szerint a mű pamflet a korszak bulvársajtója ellen, amire már a bevezetés is utal; tágabb értelmezés szerint az elbeszélés az újságírás felelősségéről szól.

## Cselekménye
Katharina Blum, az egyedül élő házvezetőnő egy farsangi bálon megismerkedik egy Ludwig Götten nevű férfival, akiről később kiderül, hogy körözött bankrabló. Egész este kizárólag egymással táncolnak és együtt töltik az éjszakát Katharina lakásán. Reggel a rendőrség le akarja tartóztatni a férfit, aki eltűnt a lakásból. Katharinát kihallgatják, a kihallgatás részleteit a ZEITUNG című lap szenzációhajhász stílusban közli. A lap újságírója, Tötges, felkutatja Katharina családtagjait és ismerőseit, hogy adatokat szerezzen az asszony korábbi életéről. Többek között beférkőzik Katharina kórházban fekvő édesanyjához, aki a látogatása utáni napon meghal. Tötges cikkei hideg, számító asszonynak festik le Katharinát, aki évek óta a kommunistákkal szimpatizál és a bűncselekményekben is részes.
Katharina exkluzív interjút ígér Tötgesnek, majd a találkozásukkor lelövi. Katharina utána vár még néhány órát, hogy megbánást érezzen azért, amit tett – azután feladja magát a rendőrségen.

## Fogadtatása és hatása
A Magyar Nemzet újságírója szerint Magyarországon a könyv „a hetvenes évektől szinte biblia volt a baloldali értelmiség számára, akiknek a szemében a szintén jobboldali Springer-konszern jelentette a média Antikrisztusát.”

## Feldolgozásai
Az elbeszélést 1975-ben Volker Schlöndorff és Margarethe von Trotta filmesítette meg, azonos címmel. A címszerepet Angela Winkler játszotta, a további főbb szerepeket Mario Adorf (Beizmenne), Dieter Laser (Tötges) és Jürgen Prochnow (Ludwig) alakították. Margarethe von Trotta színdarabot is rendezett 1976 májusában „Heinrich Böll elbeszélése alapján“ a bonni városi színházban.
A CBS amerikai televíziócsatorna The Lost Honor of Kathryn Beck címmel készített filmjét 1984. január 24-én sugározták. A főszereplők Kris Kristofferson és Marlo Thomas voltak.
1991. április 20-án volt az ősbemutatója a bielefeldi színházban Tilo Medek művének Katharina Blum. Opera öt napban és egy utójátékkal címmel. A librettót Dorothea Medek, a zeneszerző felesége jegyezte. A kritika túlnyomórészt negatívan értékelte az előadást.
1997-ben a SWF rádióadó hangjátékot mutatott be Hermann Naber feldolgozásában és rendezésével.
A Bor Ambrus által magyarra fordított elbeszélést Bereményi Géza írta át színpadra. A darabot 1992-ben a budapesti Katona József Színház Kamra színpadán mutatta be Ascher Tamás rendezésében, a címszerepben Básti Julival, 1999-től pedig a zalaegerszegi társulat játszotta, a címszerepben Stubendek Katalinnal (rendező Márton András).
2003 februárjában az egri Gárdonyi Géza Színház adta elő Nádasy Erika főszereplésével, majd 2008 októberében a Pesti Színház mutatta be ismét a darabot, Hegedűs D. Géza rendezésében, a címszerepben Börcsök Enikővel. 2022-ben a budaörsi Latinovits Színház mutatta be a művet Máté Gábor rendezésében, Hartai Petrával a címszerepben.

## Magyarul
- Katharina Blum elvesztett tisztessége, vagy Miből lehet erőszak, és mit tehet velünk; ford. Bor Ambrus; Európa, Bp., 1976 (Európa zsebkönyvek)